# Klauss (Fußballspieler)
Klauss (* 1. März 1997 in Criciúma; voller Name João Klauss de Mello) ist ein brasilianisch-italienischer Fußballspieler. Der Stürmer steht bei St. Louis City unter Vertrag.

## Karriere

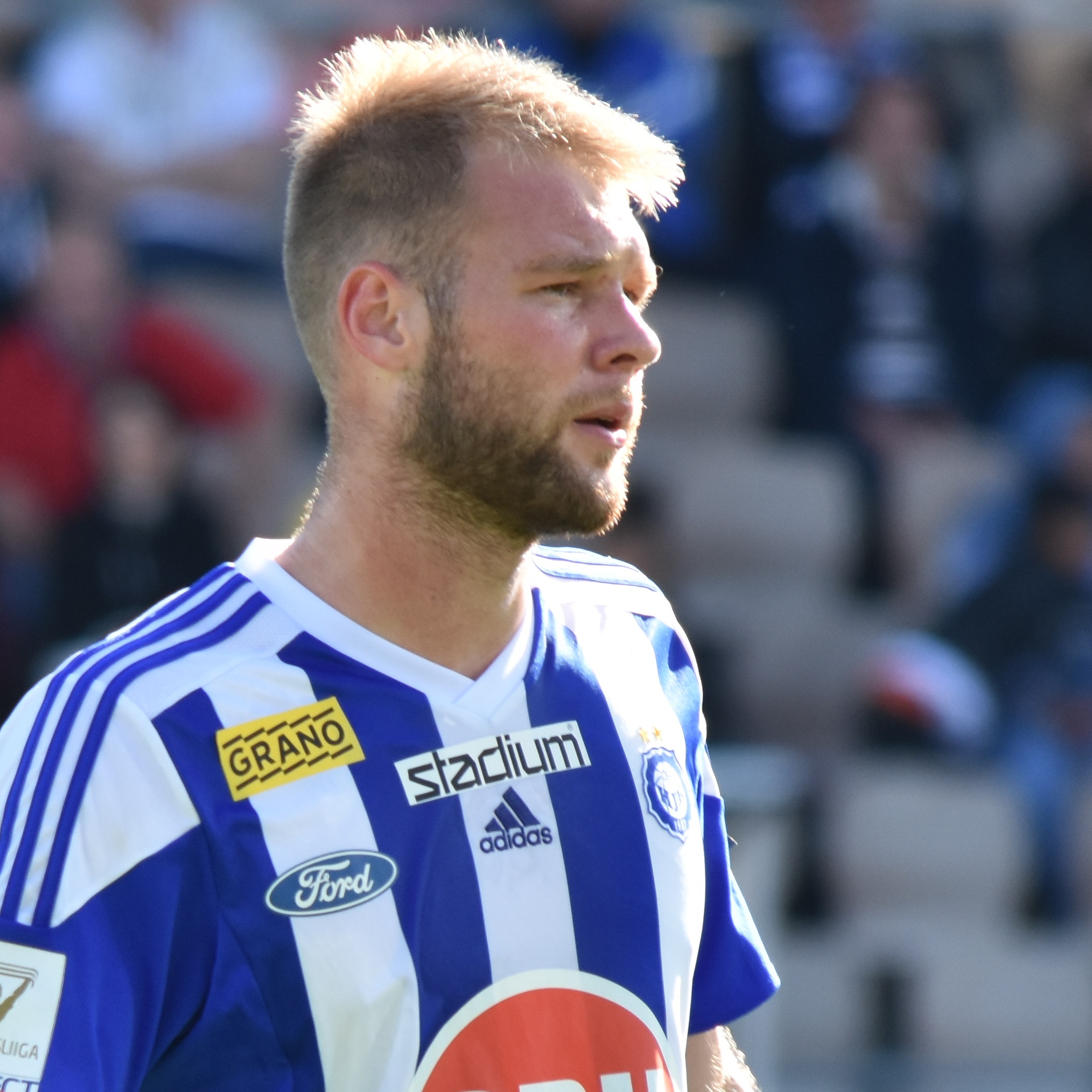
Klauss bei HJK Helsinki (2018)

Der in Criciúma im Bundesstaat Santa Catarina im europäisch geprägten Süden Brasiliens geborene Klauss wechselte Anfang 2017 aus dem Nachwuchs von Grêmio Porto Alegre in die zweite Mannschaft der TSG 1899 Hoffenheim. Bis zum Ende der Saison 2016/17 kam er 7 Mal in der viertklassigen Regionalliga Südwest zum Einsatz und erzielte einen Treffer. In der Saison 2017/18 kam Klauss bis März 2018 zu 17 Einsätzen, in denen er 4 Tore erzielte.
Im März 2018 wechselte Klauss bis zum Ende der Saison 2018 auf Leihbasis zum finnischen Erstligisten HJK Helsinki. Er kam in allen 33 Ligaspielen zum Einsatz und erzielte 21 Tore, womit er Torschützenkönig wurde und maßgeblich zum Gewinn der Meisterschaft beitrug. Für seine Leistungen wurde Klauss zum besten Spieler der Veikkausliiga gewählt.
Anfang Januar 2019 verlängerte Klauss seinen Vertrag bei der TSG 1899 Hoffenheim bis zum 30. Juni 2022 und wechselte für eineinhalb Jahre auf Leihbasis zum österreichischen Bundesligisten LASK. Bis zum Ende der Saison 2018/19 kam Klauss unter dem Cheftrainer Oliver Glasner auf insgesamt 14 Bundesligaeinsätze (12-mal von Beginn), in denen er 3 Tore erzielte. Alle Tore erzielte er in seinen 10 Einsätzen in der Meistergruppe, in der sich der LASK als Zweitplatzierter für die 3. Qualifikationsrunde der Champions League qualifizierte. In der Saison 2019/20 kam Klauss unter Glasners Nachfolger Valérien Ismaël zu 28 Bundesligaeinsätzen (15-mal von Beginn), in denen er 12 Tore erzielte. Anschließend verließ er den LASK mit seinem Vertragsende.
Zur Saison 2020/21 kehrte Klauss zur TSG 1899 Hoffenheim zurück und gehörte zum Kader der ersten Mannschaft von Sebastian Hoeneß. An den ersten 15 Spieltagen kam er für die Sinsheimer zu 4 Bundesligaeinsätzen, zudem wurde er 3-mal in der zweiten Mannschaft eingesetzt.
Mitte Januar 2021 wurde sein Vertrag bei Hoffenheim bis zum 30. Juni 2024 verlängert und Klauss erneut für eineinhalb Jahre verliehen, diesmal an den belgischen Erstligisten Standard Lüttich. Im Rest der Saison 2020/21 bestritt Klauss 19 von 20 möglichen Ligaspielen, in denen er sechs Tore schoss, für Standard sowie fünf Pokalspiele mit einem Tor.
In der Folgesaison waren es 20 von 24 möglichen Ligaspielen mit zwei Toren und drei Pokalspiele mit einem Tor, bevor Ende Januar 2022 eine vorzeitige Beendigung der Ausleihe vereinbart wurde. Am gleichen Tag wurde eine weitere Ausleihe zum Ligakonkurrenten VV St. Truiden bis zum Ende der Saison 2021/22 vereinbart. Für St. Truiden bestritt er acht von neun möglichen Ligaspielen, in denen er ein Tor schoss.
Zum 1. Juli 2022 kehrte Klauss nicht mehr nach Hoffenheim zurück, sondern wechselte in die USA zu St. Louis City. Das neue Franchise der Major League Soccer nimmt jedoch erst zur Saison 2023 den Spielbetrieb auf. Daher kam Klauss bis zum Ende der Saison 2022 4-mal (4 Tore) im Farmteam in der MLS Next Pro zum Einsatz.

## Erfolge und Auszeichnungen
Erfolge
- Finnischer Meister: 2018

Persönliche Auszeichnungen
- Torschützenkönig der Veikkausliiga: 2018
- Bester Spieler der Veikkausliiga: 2018

## Persönliches
Klauss hält die brasilianische und italienische Staatsbürgerschaft. Sein Vater hat deutsche Vorfahren.